# المكروع (النادرة)

تعديل مصدري - تعديل

المكروع محلة تابعة لقرية الصرم، التابعة لعزلة الفجرة بمديرية النادرة إحدى مديريات محافظة إب في الجمهورية اليمنية، بلغ تعداد سكانها 45 حسب تعداد اليمن لعام 2004.